# Třída Kié-Ntem
Třída Kié-Ntem (jinak též OPV-62M) je třída oceánských hlídkových lodí námořnictva Rovníkové Guiney. Třídu tvoří celkem dvě jednotky. Plavidla jsou hlídkovou verzí raketových člunů třídy Sa'ar 4. Jejich hlavním úkolem je ochrana těžebních zařízení v Guinejském zálivu.

## Stavba
Izraelská loděnice Israel Shipyards postavila celkem dvě jednotky této třídy. Do služby byly přijaty v únoru 2011.
Jednotky třídy Kié-Ntem:
| Jméno    | Spuštěna | Vstup do služby | Status  |
| -------- | -------- | --------------- | ------- |
| Kié-Ntem |          | února 2011      | aktivní |
| Litoral  |          | únor 2011       | aktivní |

## Konstrukce
Trup plavidel je postaven z oceli, nástavby jsou z hliníku. Elektroniku tvoří navigační radar Decca Bridgemaster a Decca Bridgemaster (ARPA), oprotronický systém Rafael Toplite (slouží i jako systém řízení palby) a systém pro odposlech rádiové komunikace. Hlavní výzbroj tvoří věžový modul dálkově ovládaná stanice Rafael Typhoon s ruským 23mm kanónem 2A14. Po stranách stožáru jsou dvě zbraňové stanice Rafael Mini-Typhoon, každá s jedním 12,7mm kulometem M2HB. Za nástavbou jsou umístěny dva rychlé inspekční čluny RHIB s jeřábem. Na zádi se nachází přistávací plocha pro jeden lehký vrtulník Enstrom 480B. Pohonný systém tvoří čtyři diesely MTU 16V 956 TB91, každý o výkonu 2760 kW, pohánějící čtyři lodní šrouby. Nejvyšší rychlost dosahuje 32 uzlů.